# 상사화속
상사화속은 수선화과의 속이다. 예전엔 백합과로 분류되기도 했다. 이란 동부에서 일본에 이르는 아시아 전역 원산이다. 꽃이 아름다워 관상 식물로 많이 심는다.
이 속 식물은 모두 비늘줄기로 번식하는 여러해살이풀이다. 잎은 길이 30~60 센티미터, 너비 0.5~2 센티미터 정도로 가늘고 길쭉하다. 키는 30~70 센티미터 정도로 곧추 선다. 매우 다양한 색의 꽃을 산형꽃차례에 피운다.

## 하위 종
이 속에는 대략 13~20 종이 속하는데 한국에는 8종이 있다.
- Lycoris sanguinea var. koreana (Nakai) T.Koyama - 백양꽃
- Lycoris flavescens M.Y.Kim & S.T.Lee - 붉노랑상사화
- Lycoris squamigera Maxim. - 상사화
- Lycoris radiata (L`Herit) Herb. - 석산
- Lycoris uydoensis M.Y.Kim - 위도상사화
- Lycoris chejuensis K.H.Tae & S.C.Ko - 제주상사화
- Lycoris albiflora Koidz. - 흰상사화
- Lycoris chinensis var. sinuolata K.H.Tae & S.C.Ko - 진노랑상사화

## 사진

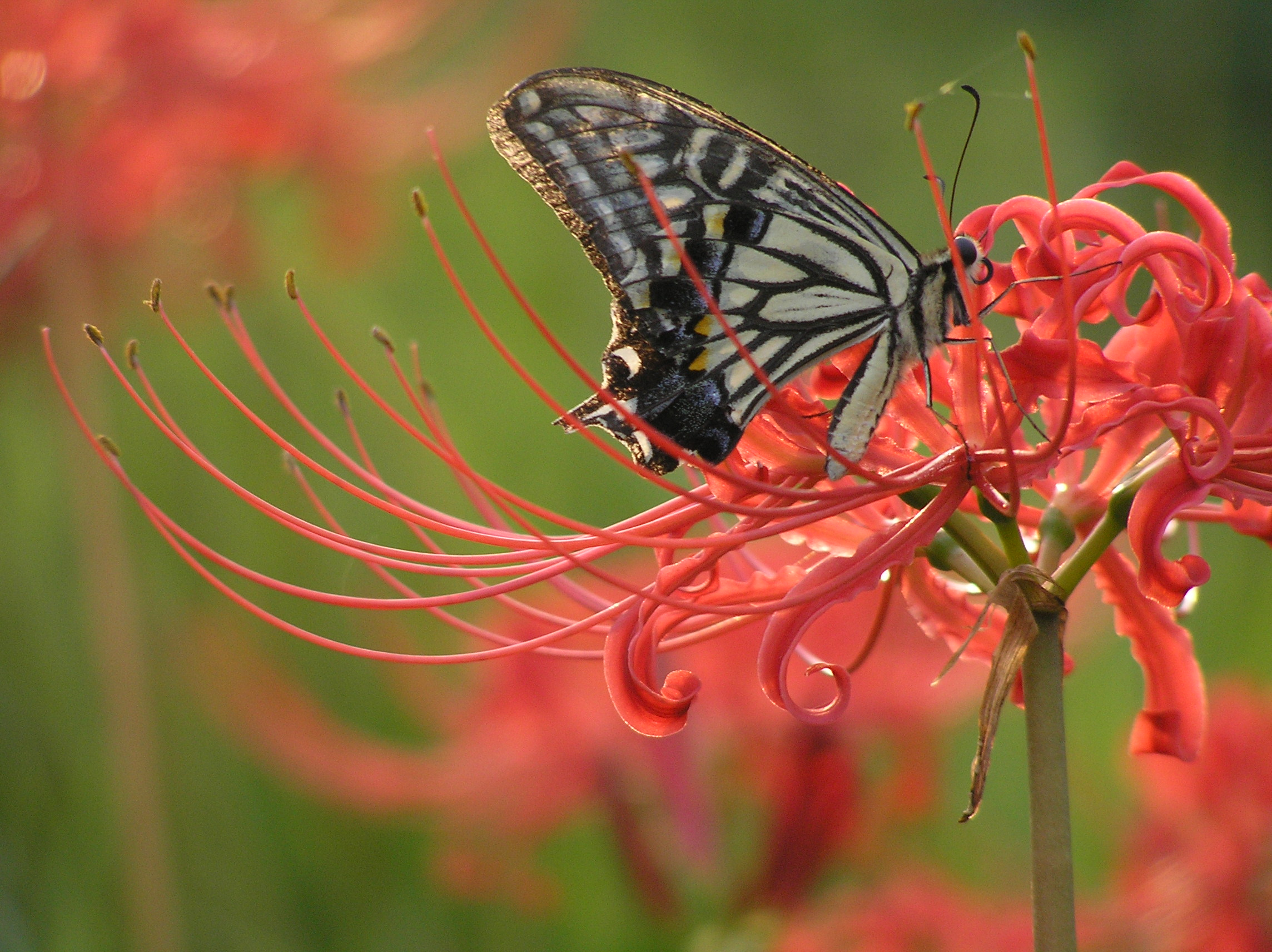
석산에 앉은 호랑나비
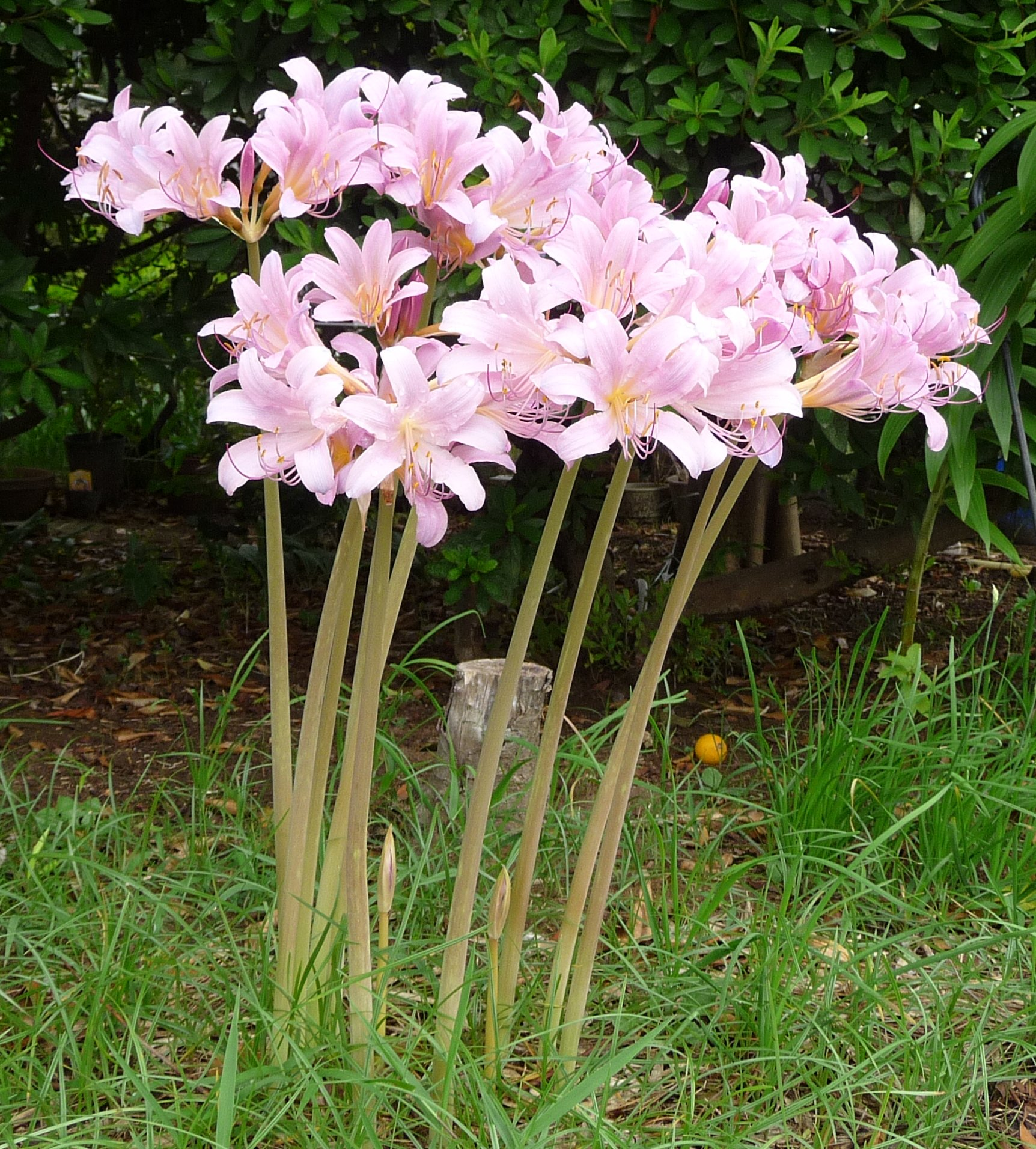
상사화